# Adesmus meinerti
Adesmus meinerti es una especie de escarabajo longicornio del género Adesmus, categorizada en la tribu Hemilophini, de la subfamilia Lamiinae. Fue descrita por Aurivillius en 1900.

## Descripción
Mide 6-8 mm de longitud.

## Distribución
Se distribuye por Venezuela.